# Acide 5,10-méthylènetétrahydrofolique
En biochimie, l’acide 5,10-méthylènetétrahydrofolique est un dérivé de l'acide folique, ou vitamine B9. Sa forme biologiquement active est la forme ionique (déprotonée) de l'acide, le 5,10-méthylènetétrahydrofolate, couramment abrégé en 5,10-CH2-THF, substrat de la méthylènetétrahydrofolate réductase (MTHFR) pour former l'ion 5-méthyltétrahydrofolate (5-MTHF).
Le 5,10-CH2-THF peut également intervenir comme coenzyme dans la biosynthèse de la thymidine. Plus précisément, c'est le donneur de groupes monocarbonés dans les réactions catalysées par la thymidylate synthase et la thymidylate synthase FAD-dépendante.